# 漢堡鎮區 (密歇根州)
漢堡鎮區（英語：Hamburg Township）是位於美國密歇根州利文斯頓縣的一個行政鎮區。

## 地方資料
漢堡鎮區的面積為93.50平方千米，當中陸地面積為83.70平方千米，而水域面積為9.80平方千米。根據2020年美國人口普查的數據，當地共有人口21259人，而人口密度為每平方千米227.37人。